# Goldmanit
Das Mineral Goldmanit ist ein seltenes Inselsilikat aus der Granatgruppe und hat die Endgliedzusammensetzung Ca3V3+2Si3O12. Es kristallisiert im kubischen Kristallsystem mit der Struktur von Granat.
Goldmanit bildet grüne bis bräunlich grüne rhombendodekaedrische oder rundliche Kristalle mit Diamantglanz, die selten größer als 1–2 mm werden. Die Kristalle sind häufig optisch schwach doppelbrechend und können Sektorzonierung aufweisen.
Gebildet werden goldmanitreiche Granate bei der Kontaktmetamorphose von vanadium- und calciumhaltigen Sedimenten. Die Typlokalität ist die Sandy Mine nahe Laguna im Cibola County, New Mexico, USA.

## Etymologie und Geschichte
Geringe Vanadiumgehalte in Calciumgranaten sind seit Beginn des 20. Jahrhunderts bekannt und Doelter gibt bereits 1917 in seinem Handbuch der Mineralchemie die Zusammensetzung des Vanadium-Endglieds mit Ca3V3+2Si3O12 an.
Die ersten Granate, deren Zusammensetzung von diesem Endglied dominiert werden, wurden 1962 von Robert H. Moench in der kontaktmetamorph überprägten Uran-Vanadium-Lagerstätte im Gebiet der Sandy Mine in Laguna, New Mexico gefunden und 1964 von Moench und Meyrowitz vom United States Geological Survey als neues Mineral der Granatgruppe beschrieben. Sie wählten den Namen Goldmanit zu Ehren des langjährigen Sedimentologen des United States Geological Survey, Marcus I. Goldman. Er untersuchte zu Beginn der 1940er Jahre das Gebiet der Uranlagerstätte und beschrieb den Entrada Sandstein, in dem der Vanadiumgranat entdeckt wurde.
Im Jahr nach der Erstbeschreibung von Goldmanit gelang B. V. Mill aus der Sowjetunion, R. G. J. Strens von der Universität von Kalifornien in Berkeley (USA) und Jun Ito von der Universität Tokio (Japan) die Synthese von reinem Goldmanit. 
Bekannt wurden vanadiumhaltige Grossulare aus Ostafrika in den 1970er Jahren, als sie von Tiffany & Co. in New York unter dem Namen Tsavorit als Edelsteinrarität vermarktet wurden.

## Klassifikation
Die strukturelle Klassifikation der International Mineralogical Association (IMA) zählt den Goldmanit zur Granat-Obergruppe, wo er zusammen mit Almandin, Andradit, Calderit, Eringait, Grossular, Knorringit, Majorit, Menzerit-(Y), Momoiit, Morimotoit, Pyrop, Rubinit, Spessartin und Uwarowit die Granatgruppe mit 12 positiven Ladungen auf der tetraedrisch koordinierten Gitterposition bildet.
In der veralteten 8. Auflage der Mineralsystematik nach Strunz gehörte der Goldmanit zur Mineralklasse der „Silikate“ und dort zur Abteilung „Inselsilikate (Nesosilikate)“, wo er gemeinsam mit Kimzeyit in der Gruppe „Ti-, Zr- und V-Granate“ mit der Systemnummer VIII/A.06d steht.
In der zuletzt 2018 überarbeiteten Lapis-Systematik nach Stefan Weiß, die formal auf der alten Systematik von Karl Hugo Strunz in der 8. Auflage basiert, erhielt das Mineral die System- und Mineralnummer VIII/A.08-140. Dies entspricht ebenfalls der Abteilung „Inselsilikate mit [SiO4]-Gruppen“, wo Goldmanit zusammen mit Almandin, Andradit, Calderit, Eltyubyuit, Eringait, Grossular, Henritermierit, Holtstamit, Hutcheonit, Irinarassit, Jeffbenit, Katoit, Kerimasit, Kimzeyit, Knorringit, Majorit, Menzerit-(Y), Momoiit, Morimotoit, Pyrop, Schorlomit, Spessartin, Toturit, Uwarowit und Wadalit die „Granatgruppe“ mit der Systemnummer VIII/A.08 bildet.
Die von der International Mineralogical Association (IMA) zuletzt 2009 aktualisierte 9. Auflage der Strunz’schen Mineralsystematik ordnet den Goldmanit in die erweiterte Klasse der „Silikate und Germanate“, dort aber ebenfalls in die Abteilung „Inselsilikate (Nesosilikate)“ ein. Diese ist allerdings weiter unterteilt nach der möglichen Anwesenheit zusätzlicher Anionen und der Kristallstruktur. Das Mineral ist entsprechend seiner Zusammensetzung und seinem Aufbau in der Unterabteilung „Inselsilikate ohne zusätzliche Anionen; Kationen in oktaedrischer [6]er- und gewöhnlich größerer Koordination“ zu finden, wo es zusammen mit Almandin, Andradit, Blythit, Calderit, Grossular, Henritermierit, Hibschit, Holtstamit, Hydroandradit, Katoit, Kimzeyit, Knorringit, Majorit, Momoiit, Morimotoit, Pyrop, Schorlomit, Skiagit, Spessartin, Uwarowit und Wadalit die „Granatgruppe“ mit der Systemnummer 9.AD.25 bildet.
In der vorwiegend im englischen Sprachraum gebräuchlichen Systematik der Minerale nach Dana hat Goldmanit die System- und Mineralnummer 51.04.03b.04. Auch dies entspricht der Klasse der „Silikate“ und dort der Abteilung „Inselsilikatminerale“. Hier findet er sich innerhalb der Unterabteilung „Inselsilikate: SiO4-Gruppen nur mit Kationen in [6] und >[6]-Koordination“ in der  „Granatgruppe (Ugrandit-Reihe)“, in der auch Andradit, Grossular und Uwarowit eingeordnet sind.

## Chemismus
Goldmanit mit der Endgliedzusammensetzung [X]Ca3[Y]V3+[Z]Si3O12 ist das Vanadium-Analog von Grossular ([X]Ca3[Y]Al[Z]Si3O12) bzw. Andradit ([X]Ca3[Y]Fe3+[Z]Si3O12) mit denen es Mischkristalle bildet entsprechend den Austauschreaktionen
- [Y]V3+ = [Y]Al3+, (Grossular)
- [Y]V3+ = [Y]Fe3+ (Andradit).

In metamorphen Manganlagerstätten in Japan sind Goldmanit-Momoiit-Mischkristalle gefunden worden. In diesen Mischkristallen wird Mangan wird über die Austauschreaktion
- [X]Ca2+ = [X]Mn2+

in Goldmanit eingebaut.
Für den Goldmanit aus der Typlokalität wird folgende empirische Zusammensetzung angegeben:
- [X](Ca2,91Mn0,02Mg0,08)[Y](V3+1,20Al0,47Fe3+0,33)[Z]Si2,99O12,[4]

wobei mit [X], [Y] und [Z] die Positionen in der Granatstruktur angegeben sind.
In vielen Goldmaniten ist ein Teil des Vanadiums durch Chrom (Cr3+) ersetzt, entsprechend einer Mischkristallbildung mit Uwarowit. Der Anteil der Uwarowit-Komponente in Goldmanit-Mischkristallen übersteigt selten 25 mol-%.
Bei fast allen Untersuchungen von Goldmanit wurde angenommen, dass Vanadium vollständig als dreiwertiges Vanadium vorliegt. Die Untersuchung der Oxidationsstufe von Vanadium in einen natürlichen Goldmanit mit Röntgen-Nahkanten-Absorptions-Spektroskopie ergab eine mittlere Valenz von 2,56 - 2,62. Demnach ist in Goldmanit, der meist unter reduzierenden Bedingungen bei Anwesenheit von Kohlenstoff gebildet wird, 10-40 % des Vanadiums zweiwertig (V2+).

## Kristallstruktur
Goldmanit kristallisiert mit kubischer Symmetrie in der Raumgruppe Ia3d (Raumgruppen-Nr. 230) mit 8 Formeleinheiten pro Elementarzelle. Der natürliche Mischkristall aus der Typlokalität hat dem Gitterparameter a = 12,011 Å. Für synthetischen Goldmanit wurde a = 12,09 Å, a = 12,070 Å bzw. 12,06 Å gemessen.
Natürlicher Goldmanit ist ebenso wie Grossular häufig optisch doppelbrechend, was auf eine niedrigere Symmetrie hinweist. Uher und Mitarbeiter geben für sektorzonierten, anisotropen Goldmanit trikline Symmetrie in der Raumgruppe I1 (Raumgruppen-Nr. 2, Stellung 4) an. Die triklinen Gitterparameter a = 12,003 Å, b = 11,991 Å, c = 12,009 Å, α = 90,12°, β = 90,04°, γ = 90,04° weichen jedoch nur gering von der idealen, kubischen Symmetrie ab. Als Ursache für die Symmetrieerniedrigung geben sie Ordnung der Kationen auf den 8 verschiedenen Oktaederpositionen der triklinen Struktur an.
Die Struktur ist die von Granat. Magnesium (Ca2+) besetzt die dodekaedrisch von 8 Sauerstoffionen umgebenen X-Positionen, Vanadium (V3+) die oktaedrisch von 6 Sauerstoffionen umgebene Y-Position und die tetraedrisch von 4 Sauerstoffionen umgebenen Z-Position ist ausschließlich mit Silicium (Si4+) besetzt.

## Bildung und Fundorte
Unter sauerstoffarmen Bedingungen bilden einige Schwermetalle, z. B. Uran, Vanadium, Kupfer, Zink, Komplexe mit Kohlenstoff. Dies kann zu starker Anreicherung dieser Metalle in kohlenstoffreichen Sedimenten führen, die unter diesen Bedingungen gebildet werden, z. B. Schwarzschiefern. Werden solche karbonathaltigen Sedimente z. B. durch Kontaktmetamorphose erhitzt, bildet sich bei ~500° C Goldmanit.
Weltweit gibt es nur wenige dokumentierte Fundorte von Goldmanit.
In der Typlokalität, der Sandy Mine bei Laguna in New Mexico, tritt Goldmannit in dünnen Lagen dunkler Sandsteine auf, die von Diabasgängen durchzogen und von diesen kontaktmetamorph verändert worden sind. Begleitminerale sind Quarz mit vanadiumhaltigem Glimmer (vermutlich Roscoelith), Montmorillonit und Calcit als Zementphasen.
Der bislang reinste Goldmanit (96, mol-%) wurde im Zuge der Erdölprospektion in der Nordsee aus einem Sandstein aus einem Bohrkern aus 1902 m Tiefe geborgen. Dieses winzige Körnchen Goldmanit ist detritischen Ursprungs, also nicht in dem Sandstein gewachsen und über seine Bildungsbedingungen ist nichts bekannt.
Vergleichbar reiner Goldmanit mit bis zu 91 mol-% wurde in den metamorph überprägten Schwarzschiefern aus dem Deokpyeong Gebiet im Ogcheon Gürtel in Korea gefunden. Die bis zu 1,7 mm großen, rundlichen Klistalle sind grün und leicht doppelbrechend. Sie treten in einer Matrix aus Graphit, Klinochlor, Pyrit, Tremolit, Celsian und Quarz zusammen mit kleinen Mengen Baryt, Uranocircit, Uraninit, Phlogopit, Apatit, Titanit und Talk auf.
Im Pezinok-Pernek Kristallinkomplex bei Pezinok im Okres Pezinok in der Bratislavský kraj, Slowakei tritt Goldmanit ebenfalls in metamorphen Schwarzschiefern auf. Die sehr feinkörnige Grundmasse der Schwarzschiefer besteht aus Albit, Quarz, Amphibol, Phlogopit, Muskovit, Chlorit, Pumpellyit, Titanit, Pyrit und organischen Kohlenstoff, der zu Metaanthrazit bis Semigraphit umgewandelt worden ist. Darin finden sich bis zu 5 mm große, hellgrüne Granate mit Zusammensetzungen zwischen Goldmanit, Uwarowit und Grossular. Der Goldmanit-Anteil reicht von 16 bis 73 %.